# Lê Thị Lộc
Lê Thị Lộc (chữ Hán: 黎氏祿; 27 tháng 1 năm 1809 – 7 tháng 3 năm 1847), còn có tên húy là Thúy Nhi, phong hiệu Thất giai Quý nhân (七階貴人), là một thứ phi của vua Minh Mạng nhà Nguyễn trong lịch sử Việt Nam.

## Tiểu sử
Quý nhân Lê Thị Lộc là người thôn Vân Trình, làng An Triền, huyện Phong Điền, tỉnh Thừa Thiên. Bà sinh ngày 27 tháng 1 năm 1809, tức 20 tháng 12 âm lịch năm Mậu Thìn dưới triều vua Gia Long. Thân sinh của bà là ông Lê Tiến Thành, là một Nho sinh cuối triều Lê, gặp thời loạn ẩn cư không ra làm quan. Dưới thời nhà Nguyễn, ông được phong Cẩm y vệ Hiệu úy. Mẹ của bà là Nguyễn Văn Thị Nga. Bà là con gái thứ tư trong 5 người con gái của ông Thành (người em gái út khác mẹ).
Người chị thứ ba của bà Lộc cũng nhập phủ hầu Minh Mạng vào năm 1813, khi đó ông vẫn còn là Thái tử, đó là Lục giai Tiệp dư Lê Thị Ái, mẹ ruột của Tuy Lý vương Miên Trinh. Không rõ bà Lộc vào hầu vua Minh Mạng khi nào, nhưng chắc chắn là vào những năm đầu Minh Mạng . Bà được tấn phong Quý nhân vào năm 1838.
Ngày 21 tháng 1 (âm lịch) năm Thiệu Trị thứ 7 (1847), Quý nhân Lê Thị Lộc mắc bệnh mà qua đời, hưởng dương 39 tuổi, được ban thụy là Trang Thuận (莊順). Khi đó con trai út của bà là Hoàng tử Miên Ngụ mới 15 tuổi đang mắc bệnh đậu mùa, vì đau thương quá độ, mụn vỡ ra mà chết chỉ sau bà Quý nhân 13 ngày, không được phong tặng.
Mộ của Quý nhân được táng tại làng Dương Xuân (nay thuộc địa phận của phường Thủy Xuân, thành phố Huế). Hoàng tử Miên Ngụ và vợ chồng công chúa Thụy Thận đều được táng trong khuôn viên đất lăng của bà. Thần chủ (bài vị) của bà Quý nhân được thờ ở phủ của Phong Quốc công Miên Kiền.

## Hậu duệ
Bà Quý nhân sinh cho vua Minh Mạng được 3 hoàng tử và 2 hoàng nữ, trong đó có 4 người sống qua tuổi trưởng thành:
- Xuân An Công chúa Nguyễn Phúc Thục Tĩnh (1 tháng 10 năm 1825 – 13 tháng 4 năm 1856), hoàng nữ thứ 21.
- Bình Thạnh Công chúa Nguyễn Phúc Thụy Thận (9 tháng 4 năm 1829 – 29 tháng 1 năm 1907), hoàng nữ thứ 31.
- Trấn Biên Quận công Nguyễn Phúc Miên Thanh (18 tháng 9 năm 1830 – 6 tháng 2 năm 1877), hoàng tử thứ 51.
- Phong Quốc công Nguyễn Phúc Miên Kiền (28 tháng 9 năm 1831 – 20 tháng 7 năm 1854), hoàng tử thứ 55.
- Hoàng tử Nguyễn Phúc Miên Ngụ (29 tháng 4 năm 1833 – 20 tháng 3 năm 1847), hoàng tử thứ 64.